# Pterobates chrysogaster
Pterobates chrysogaster är en tvåvingeart som först beskrevs av Mario Bezzi 1926.  Pterobates chrysogaster ingår i släktet Pterobates och familjen svävflugor.
Artens utbredningsområde är Egypten. Inga underarter finns listade i Catalogue of Life.